# Власенко, Иван Александрович
Иван Александрович Власенко (1904, Черниговская губерния — 1992, Одесса) — ректор Одесского государственного педагогического института имени К. Д. Ушинского.

## Биография
Родился 13 марта 1904 года в с. Полова Черниговской губернии.
В 1920—1923 годах учился на трехлетних педагогических курсах в г. Прилуки.
В 1924—1925 годах работал учителем Ковтуновской трудовой школы Черниговской губернии.
В 1929 году окончил агробиологическое отделение Одесского института народного образования, в котором остался работать на должности ассистента. Учился в аспирантуре кафедры анатомии и физиологии растений Одесского института профессионального образования.
В 1930—1932 годах был директором Одесского дома ученых, в 1932—1934 годах заведовал сектором науки Одесского областного отдела народного образования. В 1934—1935, 1936—1938 годах работал директором Одесского ботанического сада.
В 1935—1936 годах случил в рядах Красной Армии.
В 1938 году решением Ученого совета Одесского государственного университета присуждена ученая степень кандидата биологических наук, а в 1939 году присвоено ученое звание доцента.
В 1938—1941 годах занимал должность директора Одесского государственного педагогического института.
В июле 1941 — апреле 1945 года служил в рядах Красной Армии, пребывал в плену в концентрационном лагере, был разведчиком партизанского отряда на Черниговщине.
С 10 мая 1945 года до 7 сентября 1964 года работал директором, а затем ректором Одесского государственного педагогического института имени К. Д. Ушинского.
Избирался председателем Одесского областного комитета профсоюза работников высшей школы, депутатом Одесского городского совета депутатов трудящихся, главой ревизионной комиссии Одесского горкома Компартии Украины.
Умер в 1992 году в Одессе. Похоронен на 2-м христианском кладбище (уч. 92).

## Научная деятельность
Занимался проблемами выращивания цитрусовых культур на юге Украины, вопросами биохимической характеристики цитрусовых.
Являлся автором около 40 опубликованных работ.
Работы
- Цитрусовые на юге Украины/ И. А. Власенко.// Советские субтропики. — 1938. — № 4. — С. 29 — 33.
- Культура цитрусових на півдні України/ І. О. Власенко. — Одеса, 1952. — 65 с.
- Влияние длительного затемнения на содержание хлорофилла у цитрусових в условиях траншейной культуры/ И. А. Власенко// Доклады АН СССР. — 1952. — Т. 82. — № 3. — С. 465—468.

## Награды
- Ордена: Трудового Красного Знамени, Отечественной войны 2 степени
- Медали: «За победу над Германией в Великой Отечественной войне 1941—1945 гг.», «За доблестный труд в Великой Отечественной войне 1941—1945 гг.», «Ветеран труда».
- Знак «Отличник народного образования УССР»